# Futakuchi-onna
Futakuchi-onna (二口女, Futakuchi-onna), littéralement « femme à deux bouches », fait référence à un yōkai du folklore japonais. Notamment apparue dans l'Ehon hyaku monogatari, il prend la forme d'une femme avec une seconde bouche à l'arrière de la tête, capable d'ingérer de la nourriture par celle-ci.

## Légende
L'histoire prendrait place dans la province de Shimōsa, dans une famille où un homme marie une femme en secondes noces. Au moment de l'arrivée de la seconde femme, l'homme avait déjà une fille de sa femme précédente. Cependant, la seconde femme n'aimait que sa propre fille à elle, négligeant sa belle-fille, qui finit par mourir de faim après 49 jours. Peu après, alors que le mari coupe du bois de chauffage, il blesse accidentellement sa seconde femme à l'arrière de la nuque, laissant une plaie ouverte. Avec le temps qui passe, la plaie est devenue une bouche, la peau formant les lèvres et les os du crâne formant les dents. Pour apaiser la douleur, il fallait insérer de la nourriture dans la « bouche » de la plaie, qui semblait s'apaiser. La « bouche » faisait aussi un son, et quand le mari s'est approché de celle-ci, il a entendu celle-ci dire : « J'ai tué l'enfant de mon ancienne femme par négligence. Excusez ma faute. »
Une histoire similaire est celle d'une femme avec des pustules formant un visage humain à l'arrière du crâne, qui réclamait lui aussi de la nourriture, mais cette fois-ci parce que la personne infectée par la plaie aurait commis des fautes. Toutefois, ces deux histoires semblent avoir été écrites pour apprendre aux personnes à être plus humaines et empathiques.

## Origines
La légende du Futakuchi-onna a été compilée pour la première fois dans l'Ehon hyaku monogatari, mais n'est pas réellement de la province de Shimōsa, et vient plutôt de l'auteur. De plus, même si la femme à deux bouches n'est qu'une personne souffrant d'une maladie incongrue, les esquisses de Takehara Shunsensai montrent plutôt une femme avec des cheveux en forme de serpent, ce qui en ferait au contraire un yōkai. Beaucoup de détails de l'histoire ne sont pas non plus cohérents.